# Softbol nos Jogos Pan-Americanos de 1979
Os torneios de softbol nos Jogos Pan-Americanos de 1979 foram realizados  em San Juan, Porto Rico. Foi a estreia do esporte nos jogos, tendo sido disputado entre homens e entre mulheres.

## Medalhistas
| Evento             | Ouro               | Prata              | Bronze         |
| ------------------ | ------------------ | ------------------ | -------------- |
| Masculino detalhes | CAN Canadá         | USA Estados Unidos | PUR Porto Rico |
| Feminino detalhes  | USA Estados Unidos | PUR Porto Rico     | BLZ Belize     |

## Quadro de medalhas
| Ordem | País               | Medalha de ouro | Medalha de prata | Medalha de bronze |   |
| ----- | ------------------ | --------------- | ---------------- | ----------------- | - |
| 1     | USA Estados Unidos | 1               | 1                |                   | 2 |
| 2     | CAN Canadá         | 1               |                  |                   | 1 |
| 3     | PUR Porto Rico     |                 | 1                | 1                 | 2 |
| 4     | BLZ Belize         |                 |                  | 1                 | 1 |
| TOTAL | TOTAL              | 2               | 2                | 2                 | 6 |

## Ligação externa
- Jogos Pan-Americanos de 1979